# Коркова (комуна)
Коркова (рум. Corcova) — комуна у повіті Мехедінць в Румунії. До складу комуни входять такі села (дані про населення за 2002 рік):
- Імоаса (402 особи)
- Бреца (61 особа)
- Вледешешть (234 особи)
- Гирбовецу-де-Жос (552 особи)
- Жиров (1563 особи)
- Кордун (677 осіб)
- Коркова (1112 осіб)
- Кройка (200 осіб)
- Меру-Рошу (262 особи)
- Пирвулешть (93 особи)
- Пушкашу (154 особи)
- Стежару (498 осіб)
- Черная (322 особи)

Комуна розташована на відстані 243 км на захід від Бухареста, 31 км на схід від Дробета-Турну-Северина, 73 км на північний захід від Крайови.

## Населення
За даними перепису населення 2002 року у комуні проживали 6130 осіб.
Національний склад населення комуни:
| Національність | Кількість осіб | Відсоток |
| -------------- | -------------- | -------- |
| румуни         | 5989           | 97,7%    |
| цигани         | 139            | 2,3%     |
| угорці         | 2              | < 0,1%   |

Рідною мовою назвали:
| Мова      | Кількість осіб | Відсоток |
| --------- | -------------- | -------- |
| румунська | 6003           | 97,9%    |
| циганська | 123            | 2,0%     |
| угорська  | 2              | < 0,1%   |
| російська | 2              | < 0,1%   |

Склад населення комуни за віросповіданням:
| Релігія       | Кількість осіб | Відсоток |
| ------------- | -------------- | -------- |
| православні   | 5866           | 95,7%    |
| п'ятдесятники | 194            | 3,2%     |
| адвентисти    | 39             | 0,6%     |
| баптисти      | 26             | 0,4%     |
| римо-католики | 2              | < 0,1%   |
| реформати     | 2              | < 0,1%   |
| атеїсти       | 1              | < 0,1%   |